# (34635) 2000 VH29
2000 VH29 (asteroide 34635) é um asteroide da cintura principal. Possui uma excentricidade de 0.09177950 e uma inclinação de 5.83709º.
Este asteroide foi descoberto no dia 1 de novembro de 2000 por LINEAR em Socorro.